# L.O.V.E. (Ashlee Simpson)
L.O.V.E. è un singolo della cantante statunitense Ashlee Simpson, pubblicato nel 2005 ed estratto dall'album I Am Me.
Il brano è stato scritto da Ashlee Simpson, Kara DioGuardi e John Shanks.

## Tracce
- CD (USA)

1. L.O.V.E. (Missy Underground Mix) - 3:26
2. L.O.V.E. (Missy Underground Mix Instrumental) - 3:20
3. L.O.V.E. (Missy Underground Mix Accapella) - 3:15
4. L.O.V.E. (Album Version) - 2:33

## Video
Il videoclip della canzone è stato diretto da Diane Martel.